# Radio DDR II

Logo von Radio DDR I & II

Radio DDR II war ein Hörfunkprogramm des Rundfunks der DDR. Radio DDR II sendete klassische Musik, anspruchsvolle Wortproduktionen wie Hörspiele und Features, Fremdsprachensendereihen wie "Russisch im Funk" sowie Schulfunk und am Morgen Regionalprogramme.

## Geschichte
Das Programm wurde am 19. Oktober 1958 als Kontrastprogramm zum bereits seit 1953 bestehenden Programm Radio DDR eingerichtet, das in Radio DDR I umbenannt wurde, und unterstand ebenfalls dem Staatlichen Komitee für Rundfunk. Radio DDR II war bis auf wenige zeitweilige Ausnahmen (z. B. MW-Füllsender Senftenberg) nur über UKW zu empfangen.
Zwischen 5 (z. T. ab 4 Uhr) und 13 Uhr wurden Regionalprogramme ausgestrahlt (Sender Rostock, Sender Schwerin, Sender Neubrandenburg, Sender Potsdam, Sender Frankfurt (Oder), Sender Magdeburg, Sender Halle, Sender Cottbus, Sender Leipzig – auch zusätzlich von 17 bis 19 Uhr –, Sender Dresden, Sender Karl-Marx-Stadt, Sender Weimar/Gera/Suhl), in den jeweils letzten drei Stunden wurden einzelne Programme in der Regel zusammengeschaltet (z. B. Leipzig/Halle/Magdeburg, Dresden/Karl-Marx-Stadt).
Nach der friedlichen Revolution in der DDR wurde Radio DDR II am 16. Juni 1990 mit dem Deutschlandsender zum Sender DS Kultur vereinigt, der am 1. Januar 1994 im Deutschlandradio aufging.
Die frei gewordenen UKW-Frequenzen wurden zum Teil von neuen regionalen Programmen der sich formierenden neuen Länder genutzt. Schon am 6. Mai 1990 ging in Brandenburg der Sender Antenne Brandenburg auf Sendung. Am 1. Juli 1990 startete dann in Mecklenburg-Vorpommern Radio Mecklenburg-Vorpommern 1 (RMV 1); die dort temporär ausgestrahlte Ferienwelle wurde zu RMV 2. In Sachsen ging Sachsen Radio auf Sendung; später starteten über Frequenzketten der anderen nationalen DDR-Rundfunksender noch Sachsen Radio 2 und Sachsen Radio 3 (teilweise im Frequenzsplit mit den nationalen Sendern). In Thüringen begann Thüringen 1 und in Sachsen-Anhalt Radio Sachsen-Anhalt.